# Mikołaj Aleksander Sołtyk
Mikołaj Aleksander Sołtyk herbu własnego (zm. w 1745 lub 1746 roku) – kasztelan przemyski w latach 1726–1745, łowczy kamieniecki w latach 1697–1720, starosta grodecki w 1720 roku.
Syn Aleksandra Nikodema Sołtyka i jego drugiej żony Franciszki z Mycielskich. Był członkiem konfederacji generalnej zawiązanej 27 kwietnia 1733 roku na sejmie konwokacyjnym. Jako deputat z Senatu podpisał pacta conventa Stanisława Leszczyńskiego w 1733 roku. 
W 1742 roku był komisarzem z Senatu Trybunału Skarbowego Koronnego. Był duktorem sejmiku generalnego skonfederowanego województwa ruskiego w konfederacji dzikowskiej 1734 roku.
Był marszałkiem sejmików województwa ruskiego w 1717, 1730, 1734, 1736  roku.